# قبة أوساكا
قبة أوساكا والمعروف تجاريا كيوسيرا دوم أوساكا (京 セ ラ ド ー ム 大阪) هو ملعب البيسبول يقع في أوساكا، اليابان. افتتح في عام 1997، وفي عام 2005 أصبح الاستاد مقر فريق الأوريكس بوفالوس، نتيجة للاندماج بين اندية أوريكس بلو ويف وكيتيتسو بافالو.